# Platja de la Malva-rosa
La platja de la Malva-rosa és una platja urbana de València.
El seu nom, així com el del barri situat al seu costat, data del 1848 i és gràcies a un jardiner, Félix Robillard, que per aquell temps exercia el càrrec de jardiner major del Jardí Botànic de València. La platja, que en els temps antics era utilitzada per a desembarcar la pesca i per a l'intercanvi de comerç entre els diferents poblats pròxims a la capital, es va anar convertint en lloc de descans de la burgesia valenciana.
En l'actualitat, aquesta àmplia i oberta platja, d'arena fina i daurada, presenta un aspecte molt animat tant en la mateixa platja, per la qualitat i quantitat de serveis que ofereix, com en el passeig Marítim que la delimita, la construcció del qual va començar el 1980, i que alberga restaurants i cafeteries. Disposa de llocs de socorrisme i una zona adaptada per al bany de les persones amb mobilitat reduïda.
Aquesta és la platja que va pintar Sorolla l'estiu del 1903 al quadre Las tres velas.